# Кастель-ді-Юдіка
Кастель-ді-Юдіка (італ. Castel di Iudica, сиц. Castel di Jùdica) — муніципалітет в Італії, у регіоні Сицилія,  метрополійне місто Катанія.
Кастель-ді-Юдіка розташований на відстані близько 530 км на південь від Рима, 135 км на південний схід від Палермо, 37 км на захід від Катанії.
Населення — 4695 осіб (2014).
Щорічний фестиваль відбувається другої неділі серпня. Покровитель — Maria Santissima delle Grazie.

## Демографія
Населення за роками:

Станом на 1 січня 2023 року в муніципалітеті офіційно проживало 58 іноземців з 12 країн, серед них 49 громадян країн Євросоюзу.

## Сусідні муніципалітети
- Аджира
- Катенануова
- Чентурипе
- Патерно
- Рамакка